# Anthribinae
Sous-famille
Les Anthribinae sont une sous-famille d'insectes de l'ordre des Coléoptères (insectes possédant en général deux paires d'ailes incluant entre autres les scarabées, coccinelles, lucanes, chrysomèles, hannetons, charançons et carabes).

## Liste des genres rencontrés en Europe
- Allandrus LeConte, 1876
- Anthribus Geoffroy, 1762
- Dissoleucas Jordan, 1925
- Enedreytes Schoenherr, 1839
- Eusphyrus LeConte, 1876
- Gonotropis LeConte, 1876
- Noxius Jordan, 1936
- Opanthribus Schilsky, 1907
- Phaenotheriolum Ganglbauer, 1902
- Phaenotherion Frivaldszky, 1878
- Phaeochrotes Pascoe, 1860
- Platyrhinus Clairville, 1798
- Platystomos Schneider, 1791
- Pseudeuparius Jordan, 1914
- Rhaphitropis Reitter, 1916
- Sphinctotropis Kolbe, 1895
- Trigonorhinus Wollaston, 1861
- Tropideres Schoenherr, 1826
- Ulorhinus Sharp, 1891

## Liste des tribus, genres et espèces
Selon ITIS (27 août 2014) :
- tribu Allandrini Pierce, 1930
- tribu Anthribini Billberg, 1820
- tribu Basidotripini Lacordaire, 1866
- tribu Cratoparini LeConte, 1876
- tribu Discotenini Lacordaire, 1866
- tribu Gymnognathini Valentine, 1960
- tribu Jordanthribini Morimoto, 1980
- tribu Mauiini Valentine, 1989
- tribu Piesocorynini Valentine, 1960
- tribu Platyrhinini Imhoff, 1856
- tribu Platystomini Pierce, 1916
- tribu Stenocerini Kolbe, 1897
- tribu Trigonorhinini Valentine, 1998
- tribu Tropiderini Lacordaire, 1866
- tribu Zygaenodini Lacordaire, 1866

Selon NCBI (27 août 2014) :
- tribu Anthribini
  - genre Anthribus
    - Anthribus nebulosus
- tribu Ecelonerini
  - genre Chirotenon
    - Chirotenon longimanus
- tribu Platystomini
  - genre Lawsonia
  - genre Platystomos
    - Platystomos albinus

  - genre Toxonotus
    - Toxonotus cornutus
- tribu Ptychoderini
  - genre Ptychoderes
    - Ptychoderes nebulosus
    - Ptychoderes rugicollis
    - Ptychoderes tricostifrons
- tribu Trigonorhinini
  - genre Trigonorhinus
    - Trigonorhinus tomentosus
- tribu Tropiderini
  - genre Gonotropis
    - Gonotropis dorsalis
- tribu Zygaenodini
  - genre Xynotropis

Selon Paleobiology Database (27 août 2014) :
- Anthribini
- Cratoparini
- Cretanthribini
- Tropiderini
- Zygaenodini